# 普瓦捷区
普瓦捷区（法語：Arrondissement de Poitiers）是法国新阿基坦大區维埃纳省所辖的一个区。总面积2131.5平方公里，总人口262386，人口密度123人/平方公里（2018年）。主要城镇为普瓦捷。

## 辖区
普瓦捷区辖有83个市镇。